# マスティフ (航空機)
タディラン マスティフ
Tadiran Mastiff
タディラン マスティフIII（イスラエル空軍博物館）
- 用途：偵察機、電子戦機
- 分類：無人航空機
- 製造者：エリスラ、IAI
- 運用者： イスラエル（イスラエル陸軍）
- 初飛行：1973年
- 生産数：30機(Mk.1)、16機(Mk.2)
- 運用開始：1973年
- 退役：2000年代

マスティフ (Mastiff) は、1970年代にイスラエルのエリスラによって開発・製造された軍用の無人航空機 (UAV)である。1973年に初飛行し、1982年のガリラヤの平和作戦 (レバノン侵攻)で実戦投入された。
開発メーカーの名を冠しタディラン マスティフ (Tadiran Mastiff)と表現される他、特に後期の改修型については後述のIAIの無人航空機開発部門の名を冠し、MAZLAT マスティフ (MAZLAT Mastiff)と表現される事もある。また、1980年代頃にはUAV（Unmanned aerial vehicle）ではなくRPV（Remotely Piloted Vehicle、遠隔操縦機）という呼称もよく使用されていたため、マスティフ RPV (Mastiff RPV)といった表記も見られる。

## 概要
マスティフは戦術データリンクシステム、および高解像度の光学カメラを搭載し、戦場の状況をオペレーターに伝える事が可能で、本格的かつ近代的な意味での偵察用無人航空機としては世界で初めて実用化されたものであった。マスティフは7時間半に及ぶ飛行時間と、リアルタイムで映像を配信可能な小型ライブカメラおよび通信システムを持ち、運用したイスラエル軍にこれまでにない密度の偵察情報をリアルタイムで提供可能であった。
マスティフ開発の背景には、1973年の第四次中東戦争において地上部隊の戦闘指揮官が、地上では確認できない"丘の向こう側"のエジプト軍やシリア軍の状況確認の必要性を痛感したことにある。マスティフの実用化により、地上部隊はヘリコプターや低空飛行の有人偵察機の助けを借りることなく、またこれらの有人機を危険にさらさずに情報収集可能になった。また上記の目的を達成するため、マスティフはイスラエル空軍ではなくイスラエル陸軍の部隊に配備された。
また、マスティフが開発されたのとほぼ時を同じくして、イスラエル・エアクラフト・インダストリーズ (IAI)がマスティフとほぼ同等の性能・寸法の無人偵察機としてIAI スカウトの開発に成功し、こちらもイスラエル軍に採用された。マスティフとスカウトは1970年代から80年代にかけていわば競合機種として性能を競い合った。
1973年に開発されたマスティフの最初の量産型はマスティフ Mk.Iと呼ばれ偵察用光学機器を搭載しており、30機が生産された。1975年には派生型のマスティフ Mk.IIが開発され、こちらには偵察用光学機器ではなく電子戦用の電波妨害装置が搭載されており、16機が生産された。マスティフは電子機器や光学機器の改修を受けながらイスラエル軍で運用され、1982年のガリラヤの平和作戦 (レバノン侵攻)では、マスティフに搭載されたビデオカメラがPLOのリーダーであったアラファト議長の姿を撮影したことが知られている。
またこの戦争でイスラエル軍は、北部のベッカー高原におけるシリア軍の地対空ミサイルサイト制圧作戦であるモール・クリケット19作戦において、空中発射式デコイであるADM-141のイスラエルによるライセンス生産型である"サムソン"と共にマスティフおよびスカウトを投入し、28基の地対空ミサイルサイトの発見および破壊に成功した。
この戦果においてイスラエル製偵察用無人航空機の有用性が証明され、アメリカ軍の興味を引くこととなった。1983年にアメリカ軍がレバノンに駐留して以降はその傾向が顕著となり、1984年にはアメリカ海軍から無人偵察機開発の要求仕様が出されることになった。この要求に対してIAIとタディランそれぞれの無人機開発チームは協力して応じる事とし、IAIの無人航空機開発専門の部門としてMAZLATが誕生した（現在はMALATに名称変更）。
また、アメリカ軍は純粋な外国製の兵器導入には消極的であったため、新型機の開発にはアメリカの航空機関連企業であるAAIコーポレーションとの共同開発という形が取られることとなった。このような経緯でMAZLATとAAIコーポレーションにより共同開発された"パイオニア"はアメリカ軍の選定プログラムに勝利し、1986年よりRQ-2 パイオニアとしてアメリカ軍への部隊配備が行われることとなった。MAZLATはこの後もマスティフおよびスカウトの近代化改修や新たな無人航空機の開発を行っている。また、スカウトはいくつかの国に輸出されたが、マスティフはイスラエル軍のみで運用された。またパイオニアはイスラエル軍では運用されていないが、同じころにマスティフは近代化改修を受けている。
1992年には、IAI - MAZLATの新型無人偵察機であるIAI サーチャーがイスラエル空軍に配備された。IAIサーチャーもマスティフやスカウトと似たような外見の双胴機であるが、全長・全幅は約2倍、重量は約4倍になっている。こういった後継機種の登場により、イスラエル軍のマスティフおよびスカウトは2000年代中頃に退役したと見られている。
尚、マスティフを開発したエリスラはもともとタディラングループの一企業であったが、現在はエルビット・システムズ傘下のエリスラの一部門として、MALAT (MAZLAT) とは別に存続している。

## 構造
マスティフは直方体のような形状の機体に長方形の直線翼を持ち、機首部分には光学機材、機体の後部には推進用のプロペラを装備し(推進式)、尾翼はツインブームによって保持される(双胴機)構造となっている。こういった機体構造はIAI スカウトをはじめとして、この後に開発された多くの無人航空機でも採用されている。

## 形式
マスティフ Mk.I
1973年に開発。偵察機。30機生産。
マスティフ Mk.II
1975年に開発。電子戦機。16機生産。
マスティフ Mk.III
1980年代に改修を受けたバージョンで、MAZLAT マスティフ Mk.III とも表現される。

## 運用国
- イスラエル

## 要目

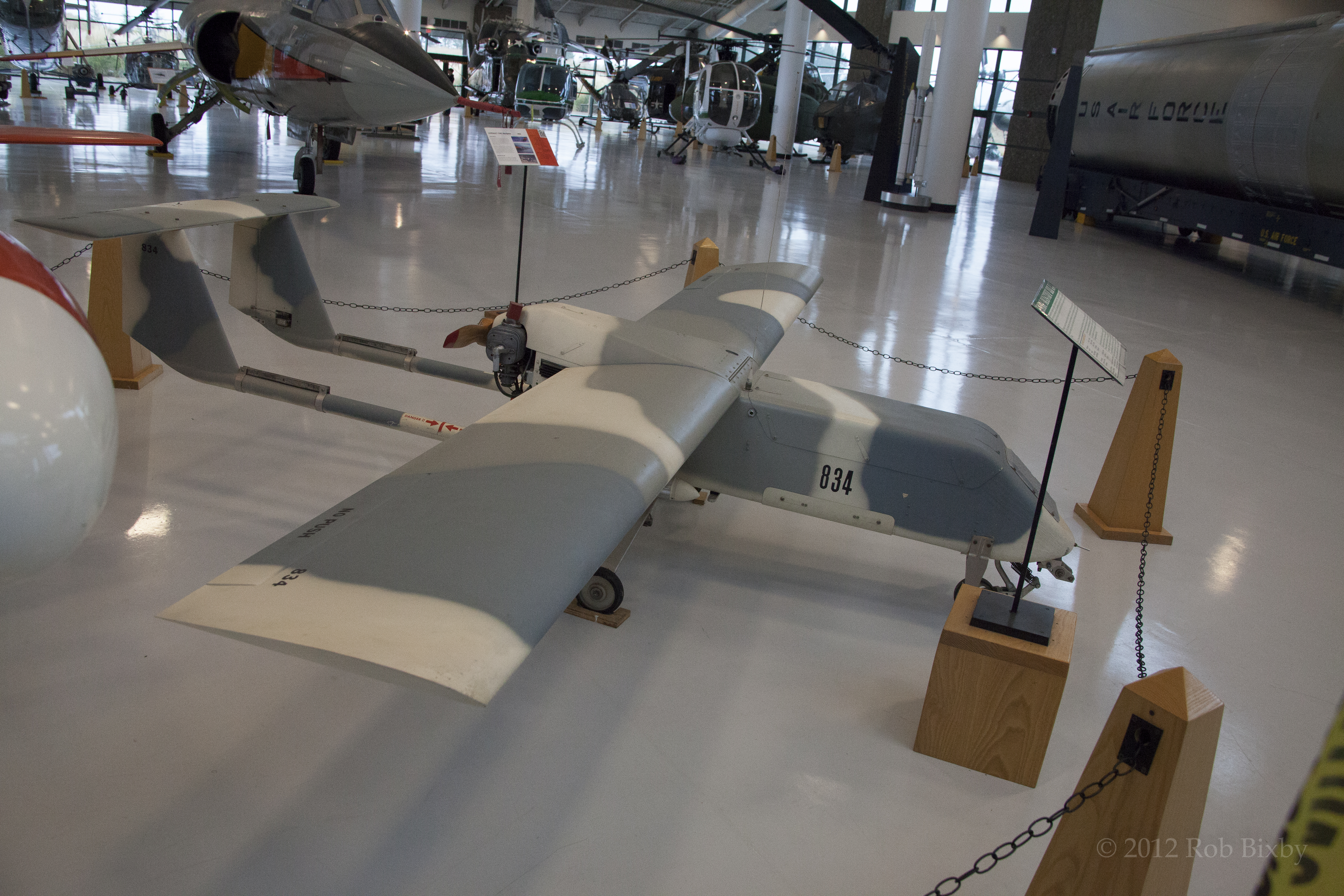
エバーグリーン航空宇宙博物館のマスティフMk.1

出典: 
諸元
- 乗員: 0名（無人）
- 全長: 3.3m
- 全高: 0.89m
- 翼幅: 4.25m
- 空虚重量: 72kg
- 運用時重量: 138kg
- 動力: Kolbo MK-1A 2気筒水平対向エンジン、14hp    × 1

性能
- 最大速度: 185km/h
- *最大上昇高度: 4,480 m
- 作戦行動半径: 200 km
- 飛行可能時間: 7時間30分